# August Conrady
August Conrady (Wiesbaden, 28 april 1864 - Leipzig, 4 juni 1925) was een Duits oriëntalist en professor in Oost-Aziatische talen aan de Universiteit Leipzig.

## Studie
Conrady studeerde klassieke en Indiase filosofie, vergelijkend taalonderzoek, Sanskriet, Tibetaans en Chinees. Hij promoveerde aan de Universiteit van Würzburg en verwierf zijn habilitatie in 1891 in Leipzig.
In 1896 publiceerde hij zijn onderzoeksresultaten in zijn werk Eine Indo-Chinesische causative-Denominativ-Bildung und ihr Zusammenhang mit den Tonaccenten.

## Loopbaan
In 1896 werd hij buitengewoon professor in Leipzig en in 1920 gewoon professor. Tot zijn studenten in Leipig behoorden belangrijke, latere sinologen onder wie Gustav Haloun, Otto Mänchen-Helfen, Lin Yutang, Bruno Schindler, Johannes Siegfried Schubert en zijn neef en opvolger in Leipzig, Eduard Erkes.
In 1905 publiceerde hij zijn werk Acht Monate in Peking. Eindrücke und Studien aus der Zeit der chinesischen Wirren.
1. 1 2  Nationaal Normbestand van Tsjechië; geraadpleegd op: 7 november 2022; NKC-identificatiecode: xx0212212.